# جف چاپل
جف چاپل (انگلیسی: Geoff Chapple؛ زادهٔ ۱ ژانویهٔ ۱۹۴۶) بازیکن فوتبال اهل بریتانیا است.
از باشگاه‌هایی که در آن بازی کرده‌است می‌توان به باشگاه فوتبال ووکینگ و باشگاه فوتبال آلتون تاون اشاره کرد.